# Felipe Pinglo Alva
Julio Felipe Federico Pinglo Alva, connu sous le nom de Bardo inmortal[réf. nécessaire], né le 18 juillet 1899 à Lima au Pérou et mort dans la même ville le 13 mai 1936, est considéré comme l'un des plus grands chanteurs-compositeurs péruviens du XXe siècle.